# Ulises (película de 2011)
Ulises es una película de 2011, ópera prima del director chileno Óscar Godoy.

## Sinopsis
La película es una crónica de la vida de un inmigrante peruano en Chile. Julio (Jorge Román) es un profesor universitario de historia que vive en profunda soledad, no tiene un alojamiento decente, no tiene relaciones con las personas. Resiste y continúa con tenacidad su misión: trabajar y enviar dinero a su madre en Perú.
La película cuenta la lucha diaria de un hombre para encajar en un país extranjero que rechaza lo suspirando en el anhelo para el hogar como un Ulises moderno condenado a vagar eterna. 

## Festivales, premios y nominaciones
- Festival de Cine de La Habana
- Festival Internacional de Cine de Valdivia
- Festival Internacional de Cine de San Francisco
- Festival de San Sebastián[6]

- Sanfic 2011 - Premio a la Mejor película chilena[2]